# 蔡钧
蔡钧，江西人，清朝政治人物，曾經出使日本。
蔡钧曾于1897年接替刘麒祥任苏松道道员一职，1899年由李光久接任。
1901年7月4日（光緒廿七年五月十九日），蔡钧被任命為大清出使日本國欽差大臣。1901年11月27日（光緒廿七年十月十七日）到任。1901年12月7日（光緒廿七年十月廿七日）代表清朝向日本遞交國書。1903年（光緒廿九年）被免職。1903年10月15日（光緒廿九年八月廿五日）離任。			

## 駐日軼事
擔任大清出使日本國欽差大臣期間，曾接受湖北陆军学生监督姚昱的申訴，姚稱在1903年3月31日晚上，其頭髮上的辫子被陈独秀、张继、邹容等3人强行剪去，為此蔡钧照会日本外务部。